# 35365 Cooney
35365 Cooney este un asteroid din centura principală de asteroizi.

## Descriere
35365 Cooney este un asteroid din centura principală de asteroizi. A fost descoperit pe 21 octombrie 1997 la Observatorul din Ondřejov de Petr Pravec. Asteroidul prezintă o orbită caracterizată de o semiaxă mare de 2,29 ua, o excentricitate de 0,07 și o înclinație de 5,6° în raport cu ecliptica.